# Scalibregma californicum
Scalibregma californicum är en ringmaskart som beskrevs av Blake in Blake, Hilbig och Scott 2000. Scalibregma californicum ingår i släktet Scalibregma och familjen Scalibregmatidae. Inga underarter finns listade i Catalogue of Life.